# Kabinet fotografie v Galerii Kladenského zámku
Kabinet fotografie v Galerii Kladenského zámku je fotografická galerie, která navazuje na činnost Malé galerie České spořitelny v Kladně. Byl založen v roce 2019 a jeho zřizovatelem je Statutární město Kladno. Kurátorem Kabinetu fotografie a dramaturgem výstav je Jiří Hanke.

## Vznik
Kabinet fotografie vznikl v roce 2019 díky velkorysé nabídce Města Kladna, které tak reagovalo na zrušení Malé galerie v České spořitelně, která v Kladně působila od roku 1977 do 2019. Nabídlo tak Jiřímu Hankemu, který spořitelní galerii v roce 1977 založil a až do jejího zániku zřizoval a kurátorsky vedl, aby ve své činnosti pokračoval v prostorách Galerie Kladenského zámku.
Kabinet zahájil činnost 21. listopadu 2019 výstavou Z české fotografie 1870–2000, která byla sestavena ze sbírek Jiřího Hankeho a prezentovala malé ohlédnutí za 433 výstavami, které za dobu svého trvání spořitelní galerie představila.

## Výstavy

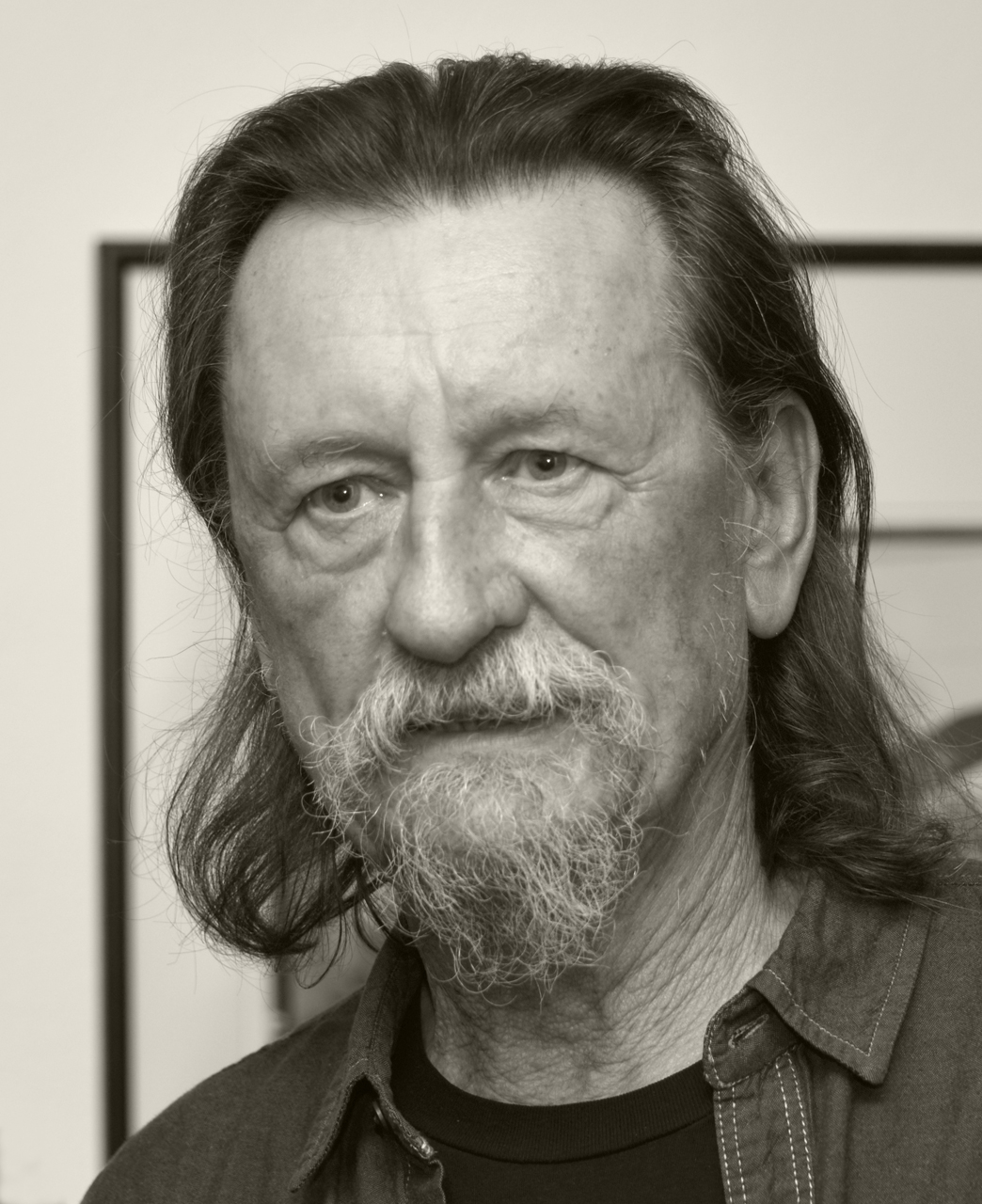
Jiří Hanke, kurátor Kabinetu fotografie

- Z české fotografie 1870–2000, 21. listopadu 2019 – 1. března 2020
- Václav Chochola: Z pařížského pobytu 1968–1969, 6. března – 24. května 2020
- Martina Grmolenská: Double Trouble on the Road, 25. června – 30. srpna 2020
- Šimon Vejvančický: 4x5, 3. září – 29. listopadu 2020[2]
- Richard Homola: Křídla a vrtule, 3. prosince 2020 – 28. února 2021
- Krajina 26x jinak (práce 26 fotografů na téma krajiny), 4. března – 6. června 2021
- Roman Vondrouš: Cestující M 2020, 10. června – 29. srpna 2021
- Jan Reich: Krajina, 2. září – 28. listopadu 2021
- Jan Pohribný: Hranice ráje, 9. prosince 2021 – 27. února 2022[3]
- Jaroslav Beneš: La Défense / Paris, 3. března – 29. května 2022.[4]
- Zdeněk Lhoták: RECIDIVA 2022 (autoportréty), 3. června – 4. září 2022,[5]
- Fotografická část X. Kladenského salonu, 9. září – 10. říjen 2022[6]
- Michael Hanke: První dekáda: fotografie z let 2012–2022, 10. listopadu – 11. prosince 2022[7]
- Jiří a Jiřina Hankeovi: Válovky 100, 15. prosince 2022 – 26. února 2023, kurátor Jiří Hanke[8]
- Tomáš Vocelka: Praha pod věžemi, 3. března – 28. května 2023.[9]
- Miroslav Machotka: Chvíle míst, 1. června – 10. září 2023[10]
- Jiřina Hankeová: Trapný pokus o autoterapii, Kabinet fotografie Kladenského zámku, 14. září – 5. listopadu 2023.[11]
- Vladimír Birgus: Samotáři, Kabinet fotografie v Galerii Kladenského zámku, 16. listopadu 2023 – 18. února 2024,[12]
- Jiří Hanke slaví "80", 1. část: 50 let s fotografií, 23. února – 23. dubna 2024.[13]
- Jiří Hanke slaví "80", 2. část: Kladno 80. léta, 25. dubna – 26. května 2024.[13]
- Štěpán Grygar: Colour Series, 1. června – 15. září 2024.[14]
- Rudolf Jung: Betlehemci, 29. listopadu 2024 – 16. února 2025.[15]
- Aleš Jungmann: Krajina, 21. února – 11. května 2025[16]
- Michael Hanke: Zelená je tráva, 16. května – 14. září 2025[17]

## Další akce
- Miroslav Machotka – Město a dějiny, přednáška Dušana Brozmana, 21. červen 2023
- Jiří Hanke: Autoportrét ve fotografii, přednáška, 1. listopad 2023
- Libuše Jarcovjáková: S kůží na trh, autorská prezentace, 27. září 2023
- Jan Horáček, autorská prezentace, 31. ledna 2024
- Štěpán Grygar, autorská prezentace, 11. září 2024